# EHF Champions League der Frauen 2018/19
An der EHF Champions League 2018/19 nahmen insgesamt 22 Handball-Vereinsmannschaften teil, die sich in der vorangegangenen Saison in ihren Heimatländern für den Wettbewerb qualifiziert hatten. Es war die 59. Austragung der EHF Champions League bzw. des Europapokals der Landesmeister. Der ungarische Verein Győri ETO KC verteidigte seinen Titel.

## Modus
Qualifikation: Die Qualifikation wurde im Rahmen mehrerer Turniere ausgetragen: Zwei Gruppen à vier Teams. Pro Gruppe qualifizierte sich das beste Team.
Gruppenphase
Es gab vier Gruppen mit je vier Mannschaften. In einer Gruppe spielten jeder gegen jeden ein Hin- und Rückspiel; die jeweils drei Gruppenbesten erreichten die Hauptrunde.
Hauptrunde
Es gab zwei Gruppen mit je sechs Mannschaften. In einer Gruppe spielten jeder gegen jeden ein Hin- und Rückspiel; die vier bestplatzierten Mannschaften jeder Gruppe erreichten das Viertelfinale.
Viertelfinale: Das Viertelfinale wurde im K.-o.-System mit Hin- und Rückspiel gespielt. Der Gewinner jeder Partie zog in das Halbfinale ein.
Final Four: Die Gewinner der Viertelfinalspiele nahmen am Final-Four-Turnier teil. Das Halbfinale wurde im K.-o.-System gespielt. Die Gewinner jeder Partie zog in das Finale ein. Die Verlierer jeder Partie zogen in das Spiel um den dritten Platz ein. Es wurde pro Halbfinale nur ein Spiel ausgetragen. Auch das Finale und das Spiel um Platz drei wurde im einfachen Modus ausgespielt.

## Qualifikation
Die Auslosung der Qualifikation fand am 27. Juni 2018 in Wien statt.

### Qualifikationsturniere

#### Gruppe 1
Das Turnier der Gruppe 1 fand am 8. und 9. September 2018 in Lublin statt.
Die Halbfinalspiele der Gruppe 1 fanden am 8. September 2018 statt. Der Gewinner jeder Partie zog in das Finale, um die Teilnahme an der Gruppenphase, ein. Die Verlierer nahmen am Spiel um die Plätze drei und vier teil.
| 8. September 2018 16:00 Uhr | SG BBM Bietigheim      | 33:27   | BM Bera Bera           | Hala Globus, Lublin Zuschauer: 607 Schiedsrichter: Opava, Valek |
| 8. September 2018 16:00 Uhr | meiste Tore: Loerper 6 | (17:15) | meiste Tore: Karsten 8 | Hala Globus, Lublin Zuschauer: 607 Schiedsrichter: Opava, Valek |
| 8. September 2018 16:00 Uhr | Spielbericht           |         |                        | Hala Globus, Lublin Zuschauer: 607 Schiedsrichter: Opava, Valek |

| 8. September 2018 19:00 Uhr | MKS Lublin            | 28:17  | Jomi Salerno                   | Hala Globus, Lublin Zuschauer: 1.950 Schiedsrichter: Stark, Ştefan |
| 8. September 2018 19:00 Uhr | meiste Tore: Rosiak 6 | (15:7) | meiste Tore: Gomez Hernandez 7 | Hala Globus, Lublin Zuschauer: 1.950 Schiedsrichter: Stark, Ştefan |
| 8. September 2018 19:00 Uhr | Spielbericht          |        |                                | Hala Globus, Lublin Zuschauer: 1.950 Schiedsrichter: Stark, Ştefan |

Das Spiel der Verlierer fand am 9. September 2018 statt.
| 9. September 2018 16:00 Uhr | BM Bera Bera             | 40:20  | Jomi Salerno                   | Hala Globus, Lublin Zuschauer: 463 Schiedsrichter: Stark, Ştefan |
| 9. September 2018 16:00 Uhr | meiste Tore: da Silva 13 | (17:8) | meiste Tore: Gomez Hernandez 7 | Hala Globus, Lublin Zuschauer: 463 Schiedsrichter: Stark, Ştefan |
| 9. September 2018 16:00 Uhr | Spielbericht             |        |                                | Hala Globus, Lublin Zuschauer: 463 Schiedsrichter: Stark, Ştefan |

Das Finale fand am 9. September 2018 statt. Der Gewinner der Partie nimmt an der Gruppenphase der EHF Champions League 2018/19 teil.
| 9. September 2018 19:00 Uhr | SG BBM Bietigheim     | 34:19   | MKS Lublin            | Hala Globus, Lublin Zuschauer: 2.950 Schiedsrichter: Opava, Valek |
| 9. September 2018 19:00 Uhr | meiste Tore: Visser 9 | (20:11) | meiste Tore: Rosiak 5 | Hala Globus, Lublin Zuschauer: 2.950 Schiedsrichter: Opava, Valek |
| 9. September 2018 19:00 Uhr | Spielbericht          |         |                       | Hala Globus, Lublin Zuschauer: 2.950 Schiedsrichter: Opava, Valek |

#### Gruppe 2
Das Turnier der Gruppe 2 fand am 8. und 9. September 2018 in Koprivnica statt.
Die Halbfinalspiele der Gruppe 2 fanden am 8. September 2018 statt. Der Gewinner jeder Partie zog in das Finale, um die Teilnahme an der Gruppenphase, ein. Die Verlierer nahmen am Spiel um die Plätze drei und vier teil.
| 8. September 2018 16:30 Uhr | SCM Craiova               | 31:18   | ŽORK Jagodina           | Gimnazija Fran Galović, Koprivnica Zuschauer: 220 Schiedsrichter: Pech, Vágvölgyi |
| 8. September 2018 16:30 Uhr | meiste Tore: Trifunović 8 | (19:10) | meiste Tore: Mitrović 5 | Gimnazija Fran Galović, Koprivnica Zuschauer: 220 Schiedsrichter: Pech, Vágvölgyi |
| 8. September 2018 16:30 Uhr | Spielbericht              |         |                         | Gimnazija Fran Galović, Koprivnica Zuschauer: 220 Schiedsrichter: Pech, Vágvölgyi |

| 8. September 2018 19:30 Uhr | ŽRK Podravka Koprivnica      | 35:22   | Muratpaşa Belediyesi SK | Gimnazija Fran Galović, Koprivnica Zuschauer: 1.570 Schiedsrichter: Mitrović, Vešović |
| 8. September 2018 19:30 Uhr | meiste Tore: Tschigirinowa 6 | (18:12) | meiste Tore: Kılıç 6    | Gimnazija Fran Galović, Koprivnica Zuschauer: 1.570 Schiedsrichter: Mitrović, Vešović |
| 8. September 2018 19:30 Uhr | Spielbericht                 |         |                         | Gimnazija Fran Galović, Koprivnica Zuschauer: 1.570 Schiedsrichter: Mitrović, Vešović |

Das Spiel der Verlierer fand am 9. September 2018 statt.
| 9. September 2018 15:00 Uhr | ŽORK Jagodina           | 26:24   | Muratpaşa Belediyesi SK             | Gimnazija Fran Galović, Koprivnica Zuschauer: 120 Schiedsrichter: Pech, Vágvölgyi |
| 9. September 2018 15:00 Uhr | meiste Tore: Gojković 9 | (15:12) | meiste Tore: Şahin, Türkyilmaz je 6 | Gimnazija Fran Galović, Koprivnica Zuschauer: 120 Schiedsrichter: Pech, Vágvölgyi |
| 9. September 2018 15:00 Uhr | Spielbericht            |         |                                     | Gimnazija Fran Galović, Koprivnica Zuschauer: 120 Schiedsrichter: Pech, Vágvölgyi |

Das Finale fand am 9. September 2018 statt. Der Gewinner der Partie nimmt an der Gruppenphase der EHF Champions League 2018/19 teil.
| 9. September 2018 18:00 Uhr | SCM Craiova               | 21:22   | ŽRK Podravka Koprivnica      | Gimnazija Fran Galović, Koprivnica Zuschauer: 2.200 Schiedsrichter: Mitrović, Vešović |
| 9. September 2018 18:00 Uhr | meiste Tore: Trifunović 6 | (14:12) | meiste Tore: Tschigirinowa 7 | Gimnazija Fran Galović, Koprivnica Zuschauer: 2.200 Schiedsrichter: Mitrović, Vešović |
| 9. September 2018 18:00 Uhr | Spielbericht              |         |                              | Gimnazija Fran Galović, Koprivnica Zuschauer: 2.200 Schiedsrichter: Mitrović, Vešović |

## Gruppenphase
Die Auslosung der Gruppenphase fand am 29. Juni 2018 in Wien statt.
Es nehmen die beiden Erstplatzierten aus den Qualifikationsturnieren und die 14 Mannschaften, die sich vorher für den Wettbewerb qualifiziert haben, teil.

### Gruppen
| Gruppe A ŽRK Budućnost Podgorica Metz Handball Odense Håndbold Larvik HK | Gruppe B GK Rostow am Don København Håndbold IK Sävehof Brest Bretagne Handball | Gruppe C Győri ETO KC Thüringer HC Rokometni Klub Krim ŽRK Podravka Koprivnica | Gruppe D CSM Bukarest Vipers Kristiansand FTC-Rail Cargo Hungaria SG BBM Bietigheim |

#### Entscheidungen
|  | Qualifikationsplatz für die Hauptrunde |
|  | Platz des ausscheidenden Vereins       |

#### Gruppe A
| Pl. | Verein                  | Sp. | S | U | N | Tore      | Diff. | Punkte |
| --- | ----------------------- | --- | - | - | - | --------- | ----- | ------ |
| 1.  | Metz Handball           | 6   | 4 | 1 | 1 | 0166:1330 | +33   | 9      |
| 2.  | ŽRK Budućnost Podgorica | 6   | 4 | 0 | 2 | 0152:1420 | +10   | 8      |
| 3.  | Odense Håndbold         | 6   | 2 | 1 | 3 | 0155:1650 | −10   | 5      |
| 4.  | Larvik HK               | 6   | 1 | 0 | 5 | 0137:1700 | −33   | 2      |

| 6. Oktober 2018 19:00 Uhr | ŽRK Budućnost Podgorica | 31:28   | Odense Håndbold          | Sportski centar Morača, Podgorica Zuschauer: 2.225 Schiedsrichter: Horváth, Marton |
| 6. Oktober 2018 19:00 Uhr | meiste Tore: Jauković 8 | (17:12) | meiste Tore: Jørgensen 8 | Sportski centar Morača, Podgorica Zuschauer: 2.225 Schiedsrichter: Horváth, Marton |
| 6. Oktober 2018 19:00 Uhr | Spielbericht            |         |                          | Sportski centar Morača, Podgorica Zuschauer: 2.225 Schiedsrichter: Horváth, Marton |

| 7. Oktober 2018 15:00 Uhr | Metz Handball         | 31:20  | Larvik HK               | Palais omnisports Les Arènes, Metz Zuschauer: 3.349 Schiedsrichter: Merz, Schilha |
| 7. Oktober 2018 15:00 Uhr | meiste Tore: Maubon 6 | (16:8) | meiste Tore: Hjertner 8 | Palais omnisports Les Arènes, Metz Zuschauer: 3.349 Schiedsrichter: Merz, Schilha |
| 7. Oktober 2018 15:00 Uhr | Spielbericht          |        |                         | Palais omnisports Les Arènes, Metz Zuschauer: 3.349 Schiedsrichter: Merz, Schilha |

| 13. Oktober 2018 18:15 Uhr | Larvik HK            | 23:22   | ŽRK Budućnost Podgorica               | Boligmappa Arena Larvik, Larvik Zuschauer: 1.150 Schiedsrichter: M. Bennani, S. Bennani |
| 13. Oktober 2018 18:15 Uhr | meiste Tore: Molid 9 | (12:12) | meiste Tore: Bulatović, Raičević je 5 | Boligmappa Arena Larvik, Larvik Zuschauer: 1.150 Schiedsrichter: M. Bennani, S. Bennani |
| 13. Oktober 2018 18:15 Uhr | Spielbericht         |         |                                       | Boligmappa Arena Larvik, Larvik Zuschauer: 1.150 Schiedsrichter: M. Bennani, S. Bennani |

| 14. Oktober 2018 15:10 Uhr | Odense Håndbold          | 19:19   | Metz Handball        | Arena Fyn, Odense Zuschauer: 3.528 Schiedsrichter: Mošorinski, Pandžić |
| 14. Oktober 2018 15:10 Uhr | meiste Tore: Jørgensen 6 | (10:10) | meiste Tore: Zaadi 5 | Arena Fyn, Odense Zuschauer: 3.528 Schiedsrichter: Mošorinski, Pandžić |
| 14. Oktober 2018 15:10 Uhr | Spielbericht             |         |                      | Arena Fyn, Odense Zuschauer: 3.528 Schiedsrichter: Mošorinski, Pandžić |

| 19. Oktober 2018 18:45 Uhr | Larvik HK                  | 25:33   | Odense Håndbold        | Boligmappa Arena Larvik, Larvik Zuschauer: 1.414 Schiedsrichter: Stark, Ştefan |
| 19. Oktober 2018 18:45 Uhr | meiste Tore: Christensen 6 | (13:16) | meiste Tore: Højlund 8 | Boligmappa Arena Larvik, Larvik Zuschauer: 1.414 Schiedsrichter: Stark, Ştefan |
| 19. Oktober 2018 18:45 Uhr | Spielbericht               |         |                        | Boligmappa Arena Larvik, Larvik Zuschauer: 1.414 Schiedsrichter: Stark, Ştefan |

| 21. Oktober 2018 17:00 Uhr | Metz Handball        | 25:24  | ŽRK Budućnost Podgorica | Palais omnisports Les Arènes, Metz Zuschauer: 4.438 Schiedsrichter: Tzaferopoulos, Bethmann |
| 21. Oktober 2018 17:00 Uhr | meiste Tore: Smits 7 | (8:11) | meiste Tore: Laslo 6    | Palais omnisports Les Arènes, Metz Zuschauer: 4.438 Schiedsrichter: Tzaferopoulos, Bethmann |
| 21. Oktober 2018 17:00 Uhr | Spielbericht         |        |                         | Palais omnisports Les Arènes, Metz Zuschauer: 4.438 Schiedsrichter: Tzaferopoulos, Bethmann |

| 4. November 2018 13:30 Uhr | Odense Håndbold           | 27:23   | Larvik HK                  | Odense Idrætshal, Odense Zuschauer: 1.887 Schiedsrichter: Christidi, Papamattheou |
| 4. November 2018 13:30 Uhr | meiste Tore: Østergaard 7 | (13:13) | meiste Tore: Christensen 5 | Odense Idrætshal, Odense Zuschauer: 1.887 Schiedsrichter: Christidi, Papamattheou |
| 4. November 2018 13:30 Uhr | Spielbericht              |         |                            | Odense Idrætshal, Odense Zuschauer: 1.887 Schiedsrichter: Christidi, Papamattheou |

| 4. November 2018 19:00 Uhr | ŽRK Budućnost Podgorica | 23:19  | Metz Handball          | Sportski centar Morača, Podgorica Zuschauer: 2.500 Schiedsrichter: Mandák, Rudinským |
| 4. November 2018 19:00 Uhr | meiste Tore: Raičević 8 | (9:10) | meiste Tore: Flippes 8 | Sportski centar Morača, Podgorica Zuschauer: 2.500 Schiedsrichter: Mandák, Rudinským |
| 4. November 2018 19:00 Uhr | Spielbericht            |        |                        | Sportski centar Morača, Podgorica Zuschauer: 2.500 Schiedsrichter: Mandák, Rudinským |

| 10. November 2018 15:15 Uhr | Larvik HK            | 21:31  | Metz Handball        | Boligmappa Arena Larvik, Larvik Zuschauer: 778 Schiedsrichter: Pech, Vágvölgyi |
| 10. November 2018 15:15 Uhr | meiste Tore: Molid 6 | (9:15) | meiste Tore: Smits 6 | Boligmappa Arena Larvik, Larvik Zuschauer: 778 Schiedsrichter: Pech, Vágvölgyi |
| 10. November 2018 15:15 Uhr | Spielbericht         |        |                      | Boligmappa Arena Larvik, Larvik Zuschauer: 778 Schiedsrichter: Pech, Vágvölgyi |

| 11. November 2018 15:10 Uhr | Odense Håndbold           | 22:26   | ŽRK Budućnost Podgorica | Odense Idrætshal, Odense Zuschauer: 1.937 Schiedsrichter: Erdoğan, Özdeniz |
| 11. November 2018 15:10 Uhr | meiste Tore: Østergaard 7 | (14:13) | meiste Tore: Jauković 8 | Odense Idrætshal, Odense Zuschauer: 1.937 Schiedsrichter: Erdoğan, Özdeniz |
| 11. November 2018 15:10 Uhr | Spielbericht              |         |                         | Odense Idrætshal, Odense Zuschauer: 1.937 Schiedsrichter: Erdoğan, Özdeniz |

| 17. November 2018 19:00 Uhr | ŽRK Budućnost Podgorica | 26:25   | Larvik HK            | Sportski centar Morača, Podgorica Zuschauer: 2.843 Schiedsrichter: Vranes, Wenninger |
| 17. November 2018 19:00 Uhr | meiste Tore: Jauković 9 | (13:16) | meiste Tore: Molid 8 | Sportski centar Morača, Podgorica Zuschauer: 2.843 Schiedsrichter: Vranes, Wenninger |
| 17. November 2018 19:00 Uhr | Spielbericht            |         |                      | Sportski centar Morača, Podgorica Zuschauer: 2.843 Schiedsrichter: Vranes, Wenninger |

| 18. November 2018 15:00 Uhr | Metz Handball          | 41:26   | Odense Håndbold        | Palais omnisports Les Arènes, Metz Zuschauer: 4.239 Schiedsrichter: Alpaidse, Berjoskina |
| 18. November 2018 15:00 Uhr | meiste Tore: Houette 8 | (21:12) | meiste Tore: Højlund 7 | Palais omnisports Les Arènes, Metz Zuschauer: 4.239 Schiedsrichter: Alpaidse, Berjoskina |
| 18. November 2018 15:00 Uhr | Spielbericht           |         |                        | Palais omnisports Les Arènes, Metz Zuschauer: 4.239 Schiedsrichter: Alpaidse, Berjoskina |

#### Gruppe B
| Pl. | Verein                  | Sp. | S | U | N | Tore      | Diff. | Punkte |
| --- | ----------------------- | --- | - | - | - | --------- | ----- | ------ |
| 1.  | GK Rostow am Don        | 6   | 5 | 1 | 0 | 0178:1460 | +32   | 11     |
| 2.  | København Håndbold      | 6   | 3 | 1 | 2 | 0175:1570 | +18   | 7      |
| 3.  | Brest Bretagne Handball | 6   | 2 | 2 | 2 | 0182:1720 | +10   | 6      |
| 4.  | IK Sävehof              | 6   | 0 | 0 | 6 | 0144:2040 | −60   | 0      |

| 6. Oktober 2018 12:30 Uhr | GK Rostow am Don          | 30:21   | IK Sävehof                    | SSK Rostow am Don, Rostow am Don Zuschauer: 2.109 Schiedsrichter: Tzaferopoulos, Bethmann |
| 6. Oktober 2018 12:30 Uhr | meiste Tore: Wjachirewa 7 | (15:11) | meiste Tore: Ekenman-Fernis 5 | SSK Rostow am Don, Rostow am Don Zuschauer: 2.109 Schiedsrichter: Tzaferopoulos, Bethmann |
| 6. Oktober 2018 12:30 Uhr | Spielbericht              |         |                               | SSK Rostow am Don, Rostow am Don Zuschauer: 2.109 Schiedsrichter: Tzaferopoulos, Bethmann |

| 6. Oktober 2018 13:45 Uhr | København Håndbold | 32:28   | Brest Bretagne Handball           | Trefor Arena, Brøndby Zuschauer: 932 Schiedsrichter: Brehmer, Skowronek |
| 6. Oktober 2018 13:45 Uhr | meiste Tore: Alm 7 | (16:18) | meiste Tore: Gros, Pop-Lazić je 9 | Trefor Arena, Brøndby Zuschauer: 932 Schiedsrichter: Brehmer, Skowronek |
| 6. Oktober 2018 13:45 Uhr | Spielbericht       |         |                                   | Trefor Arena, Brøndby Zuschauer: 932 Schiedsrichter: Brehmer, Skowronek |

| 13. Oktober 2018 15:00 Uhr | Brest Bretagne Handball | 29:29   | GK Rostow am Don    | Brest Arena, Brest Zuschauer: 3.057 Schiedsrichter: Florescu, Stoia |
| 13. Oktober 2018 15:00 Uhr | meiste Tore: Gros 8     | (15:16) | meiste Tore: Sen 10 | Brest Arena, Brest Zuschauer: 3.057 Schiedsrichter: Florescu, Stoia |
| 13. Oktober 2018 15:00 Uhr | Spielbericht            |         |                     | Brest Arena, Brest Zuschauer: 3.057 Schiedsrichter: Florescu, Stoia |

| 13. Oktober 2018 15:30 Uhr | IK Sävehof                            | 22:36  | København Håndbold  | Partille Arena, Partille Zuschauer: 1.122 Schiedsrichter: Mitrović, Kažanegra |
| 13. Oktober 2018 15:30 Uhr | meiste Tore: Hallagård, Lundbäck je 4 | (8:20) | meiste Tore: Føns 8 | Partille Arena, Partille Zuschauer: 1.122 Schiedsrichter: Mitrović, Kažanegra |
| 13. Oktober 2018 15:30 Uhr | Spielbericht                          |        |                     | Partille Arena, Partille Zuschauer: 1.122 Schiedsrichter: Mitrović, Kažanegra |

| 20. Oktober 2018 13:45 Uhr | København Håndbold            | 21:27   | GK Rostow am Don          | Trefor Arena, Brøndby Zuschauer: 1.300 Schiedsrichter: Mošorinski, Pandžić |
| 20. Oktober 2018 13:45 Uhr | meiste Tore: Bont, Blohm je 4 | (13:13) | meiste Tore: Wjachirewa 9 | Trefor Arena, Brøndby Zuschauer: 1.300 Schiedsrichter: Mošorinski, Pandžić |
| 20. Oktober 2018 13:45 Uhr | Spielbericht                  |         |                           | Trefor Arena, Brøndby Zuschauer: 1.300 Schiedsrichter: Mošorinski, Pandžić |

| 21. Oktober 2018 15:00 Uhr | IK Sävehof               | 27:39   | Brest Bretagne Handball        | Partille Arena, Partille Zuschauer: 1.290 Schiedsrichter: Vranes, Wenninger |
| 21. Oktober 2018 15:00 Uhr | meiste Tore: Hallagård 5 | (16:19) | meiste Tore: Mangué, Gros je 8 | Partille Arena, Partille Zuschauer: 1.290 Schiedsrichter: Vranes, Wenninger |
| 21. Oktober 2018 15:00 Uhr | Spielbericht             |         |                                | Partille Arena, Partille Zuschauer: 1.290 Schiedsrichter: Vranes, Wenninger |

| 3. November 2018 16:00 Uhr | GK Rostow am Don          | 30:25   | København Håndbold    | SSK Rostow am Don, Rostow am Don Zuschauer: 2.815 Schiedsrichter: Covalciuc, Covalciuc |
| 3. November 2018 16:00 Uhr | meiste Tore: Wjachirewa 7 | (15:10) | meiste Tore: Hansen 5 | SSK Rostow am Don, Rostow am Don Zuschauer: 2.815 Schiedsrichter: Covalciuc, Covalciuc |
| 3. November 2018 16:00 Uhr | Spielbericht              |         |                       | SSK Rostow am Don, Rostow am Don Zuschauer: 2.815 Schiedsrichter: Covalciuc, Covalciuc |

| 4. November 2018 15:00 Uhr | Brest Bretagne Handball | 34:26   | IK Sävehof                    | Brest Arena, Brest Zuschauer: 4.200 Schiedsrichter: Horváth, Marton |
| 4. November 2018 15:00 Uhr | meiste Tore: Coatanea 8 | (19:14) | meiste Tore: Ekenman-Fernis 6 | Brest Arena, Brest Zuschauer: 4.200 Schiedsrichter: Horváth, Marton |
| 4. November 2018 15:00 Uhr | Spielbericht            |         |                               | Brest Arena, Brest Zuschauer: 4.200 Schiedsrichter: Horváth, Marton |

| 10. November 2018 15:00 Uhr | Brest Bretagne Handball | 28:28   | København Håndbold  | Brest Arena, Brest Zuschauer: 3.451 Schiedsrichter: García Serradilla, Marín |
| 10. November 2018 15:00 Uhr | meiste Tore: Gros 8     | (14:13) | meiste Tore: Mørk 7 | Brest Arena, Brest Zuschauer: 3.451 Schiedsrichter: García Serradilla, Marín |
| 10. November 2018 15:00 Uhr | Spielbericht            |         |                     | Brest Arena, Brest Zuschauer: 3.451 Schiedsrichter: García Serradilla, Marín |

| 11. November 2018 16:30 Uhr | IK Sävehof                    | 26:32   | GK Rostow am Don          | Partille Arena, Partille Zuschauer: 548 Schiedsrichter: Merz, Schilha |
| 11. November 2018 16:30 Uhr | meiste Tore: Ekenman-Fernis 6 | (15:14) | meiste Tore: Wjachirewa 7 | Partille Arena, Partille Zuschauer: 548 Schiedsrichter: Merz, Schilha |
| 11. November 2018 16:30 Uhr | Spielbericht                  |         |                           | Partille Arena, Partille Zuschauer: 548 Schiedsrichter: Merz, Schilha |

| 17. November 2018 16:00 Uhr | GK Rostow am Don          | 30:24   | Brest Bretagne Handball | SSK Rostow am Don, Rostow am Don Zuschauer: 3.420 Schiedsrichter: Brunovský, Čanda |
| 17. November 2018 16:00 Uhr | meiste Tore: Wjachirewa 7 | (18:12) | meiste Tore: Gros 6     | SSK Rostow am Don, Rostow am Don Zuschauer: 3.420 Schiedsrichter: Brunovský, Čanda |
| 17. November 2018 16:00 Uhr | Spielbericht              |         |                         | SSK Rostow am Don, Rostow am Don Zuschauer: 3.420 Schiedsrichter: Brunovský, Čanda |

| 18. November 2018 13:45 Uhr | København Håndbold        | 33:22  | IK Sävehof                            | Trefor Arena, Brøndby Zuschauer: 1.256 Schiedsrichter: Simone, Monitillo |
| 18. November 2018 13:45 Uhr | meiste Tore: Blomstrand 8 | (19:6) | meiste Tore: Hallagård, Forsberg je 4 | Trefor Arena, Brøndby Zuschauer: 1.256 Schiedsrichter: Simone, Monitillo |
| 18. November 2018 13:45 Uhr | Spielbericht              |        |                                       | Trefor Arena, Brøndby Zuschauer: 1.256 Schiedsrichter: Simone, Monitillo |

#### Gruppe C
| Pl. | Verein                  | Sp. | S | U | N | Tore      | Diff. | Punkte |
| --- | ----------------------- | --- | - | - | - | --------- | ----- | ------ |
| 1.  | Győri ETO KC            | 6   | 6 | 0 | 0 | 0210:1400 | +70   | 12     |
| 2.  | Rokometni Klub Krim     | 6   | 2 | 2 | 2 | 0153:1640 | −11   | 6      |
| 3.  | Thüringer HC            | 6   | 1 | 1 | 4 | 0153:1730 | −20   | 3      |
| 4.  | ŽRK Podravka Koprivnica | 6   | 1 | 1 | 4 | 0142:1810 | −39   | 3      |

| 6. Oktober 2018 19:30 Uhr | Győri ETO KC          | 39:23  | Rokometni Klub Krim   | Audi Arena, Győr Zuschauer: 5.214 Schiedsrichter: M. Sá, V. Sá |
| 6. Oktober 2018 19:30 Uhr | meiste Tore: Amorim 7 | (18:9) | meiste Tore: Mavsar 5 | Audi Arena, Győr Zuschauer: 5.214 Schiedsrichter: M. Sá, V. Sá |
| 6. Oktober 2018 19:30 Uhr | Spielbericht          |        |                       | Audi Arena, Győr Zuschauer: 5.214 Schiedsrichter: M. Sá, V. Sá |

| 7. Oktober 2018 14:00 Uhr | Thüringer HC                       | 26:28   | ŽRK Podravka Koprivnica   | Wiedigsburghalle, Nordhausen Zuschauer: 1.300 Schiedsrichter: Năstase, Stancu |
| 7. Oktober 2018 14:00 Uhr | meiste Tore: Stolle, Luzumová je 6 | (11:12) | meiste Tore: Joschykawa 7 | Wiedigsburghalle, Nordhausen Zuschauer: 1.300 Schiedsrichter: Năstase, Stancu |
| 7. Oktober 2018 14:00 Uhr | Spielbericht                       |         |                           | Wiedigsburghalle, Nordhausen Zuschauer: 1.300 Schiedsrichter: Năstase, Stancu |

| 13. Oktober 2018 19:00 Uhr | Rokometni Klub Krim   | 27:20   | Thüringer HC            | Športna dvorana Kodeljevo, Ljubljana Zuschauer: 1.500 Schiedsrichter: Vranes, Wenninger |
| 13. Oktober 2018 19:00 Uhr | meiste Tore: Mavsar 7 | (10:12) | meiste Tore: Luzumová 6 | Športna dvorana Kodeljevo, Ljubljana Zuschauer: 1.500 Schiedsrichter: Vranes, Wenninger |
| 13. Oktober 2018 19:00 Uhr | Spielbericht          |         |                         | Športna dvorana Kodeljevo, Ljubljana Zuschauer: 1.500 Schiedsrichter: Vranes, Wenninger |

| 14. Oktober 2018 18:45 Uhr | ŽRK Podravka Koprivnica      | 27:33   | Győri ETO KC          | Gimnazija Fran Galović, Koprivnica Zuschauer: 2.200 Schiedsrichter: Kijauskaitė, Žaliene |
| 14. Oktober 2018 18:45 Uhr | meiste Tore: Tschigirinowa 8 | (15:17) | meiste Tore: Amorim 8 | Gimnazija Fran Galović, Koprivnica Zuschauer: 2.200 Schiedsrichter: Kijauskaitė, Žaliene |
| 14. Oktober 2018 18:45 Uhr | Spielbericht                 |         |                       | Gimnazija Fran Galović, Koprivnica Zuschauer: 2.200 Schiedsrichter: Kijauskaitė, Žaliene |

| 20. Oktober 2018 18:00 Uhr | ŽRK Podravka Koprivnica      | 27:27   | Rokometni Klub Krim    | Gimnazija Fran Galović, Koprivnica Zuschauer: 2.500 Schiedsrichter: Alpaidse, Berjoskina |
| 20. Oktober 2018 18:00 Uhr | meiste Tore: Tschigirinowa 5 | (15:13) | meiste Tore: Mavsar 10 | Gimnazija Fran Galović, Koprivnica Zuschauer: 2.500 Schiedsrichter: Alpaidse, Berjoskina |
| 20. Oktober 2018 18:00 Uhr | Spielbericht                 |         |                        | Gimnazija Fran Galović, Koprivnica Zuschauer: 2.500 Schiedsrichter: Alpaidse, Berjoskina |

| 21. Oktober 2018 14:00 Uhr | Thüringer HC            | 22:38   | Győri ETO KC           | Wiedigsburghalle, Nordhausen Zuschauer: 1.800 Schiedsrichter: M. Bennani, S. Bennani |
| 21. Oktober 2018 14:00 Uhr | meiste Tore: Luzumová 5 | (11:15) | meiste Tore: Oftedal 6 | Wiedigsburghalle, Nordhausen Zuschauer: 1.800 Schiedsrichter: M. Bennani, S. Bennani |
| 21. Oktober 2018 14:00 Uhr | Spielbericht            |         |                        | Wiedigsburghalle, Nordhausen Zuschauer: 1.800 Schiedsrichter: M. Bennani, S. Bennani |

| 3. November 2018 19:00 Uhr | Rokometni Klub Krim     | 27:20   | ŽRK Podravka Koprivnica      | Športna dvorana Kodeljevo, Ljubljana Zuschauer: 2.000 Schiedsrichter: Christiansen, Hansen |
| 3. November 2018 19:00 Uhr | meiste Tore: Tsakalou 6 | (14:10) | meiste Tore: Milosavljević 5 | Športna dvorana Kodeljevo, Ljubljana Zuschauer: 2.000 Schiedsrichter: Christiansen, Hansen |
| 3. November 2018 19:00 Uhr | Spielbericht            |         |                              | Športna dvorana Kodeljevo, Ljubljana Zuschauer: 2.000 Schiedsrichter: Christiansen, Hansen |

| 5. November 2018 19:00 Uhr | Győri ETO KC          | 31:28   | Thüringer HC          | Audi Arena, Győr Zuschauer: 5.307 Schiedsrichter: Balvan, Praštalo |
| 5. November 2018 19:00 Uhr | meiste Tore: Hansen 6 | (19:15) | meiste Tore: Stolle 8 | Audi Arena, Győr Zuschauer: 5.307 Schiedsrichter: Balvan, Praštalo |
| 5. November 2018 19:00 Uhr | Spielbericht          |         |                       | Audi Arena, Győr Zuschauer: 5.307 Schiedsrichter: Balvan, Praštalo |

| 10. November 2018 15:00 Uhr | Rokometni Klub Krim  | 23:32   | Győri ETO KC          | Športna dvorana Kodeljevo, Ljubljana Zuschauer: 1.700 Schiedsrichter: Năstase, Raluca Stancu |
| 10. November 2018 15:00 Uhr | meiste Tore: Zulić 5 | (10:16) | meiste Tore: Amorim 7 | Športna dvorana Kodeljevo, Ljubljana Zuschauer: 1.700 Schiedsrichter: Năstase, Raluca Stancu |
| 10. November 2018 15:00 Uhr | Spielbericht         |         |                       | Športna dvorana Kodeljevo, Ljubljana Zuschauer: 1.700 Schiedsrichter: Năstase, Raluca Stancu |

| 11. November 2018 18:00 Uhr | ŽRK Podravka Koprivnica      | 23:31   | Thüringer HC             | Gimnazija Fran Galović, Koprivnica Zuschauer: 2.500 Schiedsrichter: Antić, Jakovljević |
| 11. November 2018 18:00 Uhr | meiste Tore: Tschigirinowa 8 | (10:14) | meiste Tore: Luzumová 10 | Gimnazija Fran Galović, Koprivnica Zuschauer: 2.500 Schiedsrichter: Antić, Jakovljević |
| 11. November 2018 18:00 Uhr | Spielbericht                 |         |                          | Gimnazija Fran Galović, Koprivnica Zuschauer: 2.500 Schiedsrichter: Antić, Jakovljević |

| 17. November 2018 15:30 Uhr | Thüringer HC        | 26:26   | Rokometni Klub Krim     | Wiedigsburghalle, Nordhausen Zuschauer: 1.400 Schiedsrichter: Žalienė, Kijauskaitė |
| 17. November 2018 15:30 Uhr | meiste Tore: Lang 6 | (14:16) | meiste Tore: Tsakalou 7 | Wiedigsburghalle, Nordhausen Zuschauer: 1.400 Schiedsrichter: Žalienė, Kijauskaitė |
| 17. November 2018 15:30 Uhr | Spielbericht        |         |                         | Wiedigsburghalle, Nordhausen Zuschauer: 1.400 Schiedsrichter: Žalienė, Kijauskaitė |

| 17. November 2018 19:30 Uhr | Győri ETO KC               | 37:17  | ŽRK Podravka Koprivnica      | Audi Arena, Győr Zuschauer: 5.330 Schiedsrichter: Ilieva, Karbeska |
| 17. November 2018 19:30 Uhr | meiste Tore: Kristiansen 6 | (17:9) | meiste Tore: Tschigirinowa 4 | Audi Arena, Győr Zuschauer: 5.330 Schiedsrichter: Ilieva, Karbeska |
| 17. November 2018 19:30 Uhr | Spielbericht               |        |                              | Audi Arena, Győr Zuschauer: 5.330 Schiedsrichter: Ilieva, Karbeska |

#### Gruppe D
| Pl. | Verein                  | Sp. | S | U | N | Tore      | Diff. | Punkte |
| --- | ----------------------- | --- | - | - | - | --------- | ----- | ------ |
| 1.  | CSM Bukarest            | 6   | 4 | 0 | 2 | 0185:1710 | +14   | 8      |
| 2.  | Vipers Kristiansand     | 6   | 3 | 1 | 2 | 0180:1620 | +18   | 7      |
| 3.  | FTC-Rail Cargo Hungaria | 6   | 3 | 0 | 3 | 0174:1860 | −12   | 6      |
| 4.  | SG BBM Bietigheim       | 6   | 1 | 1 | 4 | 0162:1820 | −20   | 3      |

| 5. Oktober 2018 18:30 Uhr | CSM Bukarest         | 36:31   | FTC-Rail Cargo Hungaria | Sala Polivalentă Ioan Kunst-Ghermănescu, Bukarest Zuschauer: 4.500 Schiedsrichter: Brunovský, Čanda |
| 5. Oktober 2018 18:30 Uhr | meiste Tore: Neagu 9 | (18:13) | meiste Tore: Háfra 6    | Sala Polivalentă Ioan Kunst-Ghermănescu, Bukarest Zuschauer: 4.500 Schiedsrichter: Brunovský, Čanda |
| 5. Oktober 2018 18:30 Uhr | Spielbericht         |         |                         | Sala Polivalentă Ioan Kunst-Ghermănescu, Bukarest Zuschauer: 4.500 Schiedsrichter: Brunovský, Čanda |

| 6. Oktober 2018 18:15 Uhr | Vipers Kristiansand    | 27:27   | SG BBM Bietigheim        | Aquarama Kristiansand, Kristiansand Zuschauer: 1.223 Schiedsrichter: Christiansen, Hansen |
| 6. Oktober 2018 18:15 Uhr | meiste Tore: Sulland 6 | (14:15) | meiste Tore: Lauenroth 5 | Aquarama Kristiansand, Kristiansand Zuschauer: 1.223 Schiedsrichter: Christiansen, Hansen |
| 6. Oktober 2018 18:15 Uhr | Spielbericht           |         |                          | Aquarama Kristiansand, Kristiansand Zuschauer: 1.223 Schiedsrichter: Christiansen, Hansen |

| 14. Oktober 2018 14:30 Uhr | FTC-Rail Cargo Hungaria  | 27:26   | Vipers Kristiansand                | Érd Aréna, Érd Zuschauer: 2.000 Schiedsrichter: C. Bonaventura, J. Bonaventura |
| 14. Oktober 2018 14:30 Uhr | meiste Tore: Kovacsics 7 | (17:14) | meiste Tore: Sulland, Reistad je 6 | Érd Aréna, Érd Zuschauer: 2.000 Schiedsrichter: C. Bonaventura, J. Bonaventura |
| 14. Oktober 2018 14:30 Uhr | Spielbericht             |         |                                    | Érd Aréna, Érd Zuschauer: 2.000 Schiedsrichter: C. Bonaventura, J. Bonaventura |

| 14. Oktober 2018 18:00 Uhr | SG BBM Bietigheim              | 30:28   | CSM Bukarest          | MHPArena, Ludwigsburg Zuschauer: 2.041 Schiedsrichter: Alpaidse, Berjoskina |
| 14. Oktober 2018 18:00 Uhr | meiste Tore: Naidzinavicius 11 | (16:12) | meiste Tore: Neagu 10 | MHPArena, Ludwigsburg Zuschauer: 2.041 Schiedsrichter: Alpaidse, Berjoskina |
| 14. Oktober 2018 18:00 Uhr | Spielbericht                   |         |                       | MHPArena, Ludwigsburg Zuschauer: 2.041 Schiedsrichter: Alpaidse, Berjoskina |

| 20. Oktober 2018 18:15 Uhr | Vipers Kristiansand    | 27:29   | CSM Bukarest         | Aquarama Kristiansand, Kristiansand Zuschauer: 1.985 Schiedsrichter: Jurinović, Mrvica |
| 20. Oktober 2018 18:15 Uhr | meiste Tore: Sulland 8 | (14:14) | meiste Tore: Lekić 9 | Aquarama Kristiansand, Kristiansand Zuschauer: 1.985 Schiedsrichter: Jurinović, Mrvica |
| 20. Oktober 2018 18:15 Uhr | Spielbericht           |         |                      | Aquarama Kristiansand, Kristiansand Zuschauer: 1.985 Schiedsrichter: Jurinović, Mrvica |

| 21. Oktober 2018 17:00 Uhr | SG BBM Bietigheim              | 25:28   | FTC-Rail Cargo Hungaria | MHPArena, Ludwigsburg Zuschauer: 1.777 Schiedsrichter: Covalciuc, Covalciuc |
| 21. Oktober 2018 17:00 Uhr | meiste Tore: van der Heijden 5 | (14:13) | meiste Tore: Háfra 8    | MHPArena, Ludwigsburg Zuschauer: 1.777 Schiedsrichter: Covalciuc, Covalciuc |
| 21. Oktober 2018 17:00 Uhr | Spielbericht                   |         |                         | MHPArena, Ludwigsburg Zuschauer: 1.777 Schiedsrichter: Covalciuc, Covalciuc |

| 4. November 2018 14:30 Uhr | FTC-Rail Cargo Hungaria   | 33:30   | SG BBM Bietigheim        | Érd Aréna, Érd Zuschauer: 2.000 Schiedsrichter: Brkic, Jusufhodzic |
| 4. November 2018 14:30 Uhr | meiste Tore: Kovacsics 15 | (17:13) | meiste Tore: Malestein 6 | Érd Aréna, Érd Zuschauer: 2.000 Schiedsrichter: Brkic, Jusufhodzic |
| 4. November 2018 14:30 Uhr | Spielbericht              |         |                          | Érd Aréna, Érd Zuschauer: 2.000 Schiedsrichter: Brkic, Jusufhodzic |

| 4. November 2018 18:30 Uhr | CSM Bukarest                       | 26:31   | Vipers Kristiansand | Sala Polivalentă Dinamo, Bukarest Zuschauer: 1.800 Schiedsrichter: Brehmer, Skowronek |
| 4. November 2018 18:30 Uhr | meiste Tore: Neagu, Radičević je 8 | (11:16) | meiste Tore: Aune 8 | Sala Polivalentă Dinamo, Bukarest Zuschauer: 1.800 Schiedsrichter: Brehmer, Skowronek |
| 4. November 2018 18:30 Uhr | Spielbericht                       |         |                     | Sala Polivalentă Dinamo, Bukarest Zuschauer: 1.800 Schiedsrichter: Brehmer, Skowronek |

| 11. November 2018 14:30 Uhr | FTC-Rail Cargo Hungaria       | 28:34   | CSM Bukarest          | Érd Aréna, Érd Zuschauer: 2.200 Schiedsrichter: Christiansen, Hesseldal Hansen |
| 11. November 2018 14:30 Uhr | meiste Tore: Háfra, Pena je 6 | (10:17) | meiste Tore: Neagu 10 | Érd Aréna, Érd Zuschauer: 2.200 Schiedsrichter: Christiansen, Hesseldal Hansen |
| 11. November 2018 14:30 Uhr | Spielbericht                  |         |                       | Érd Aréna, Érd Zuschauer: 2.200 Schiedsrichter: Christiansen, Hesseldal Hansen |

| 11. November 2018 17:00 Uhr | SG BBM Bietigheim     | 26:34   | Vipers Kristiansand     | MHPArena, Ludwigsburg Zuschauer: 1.914 Schiedsrichter: Tzaferopoulos, Bethmann |
| 11. November 2018 17:00 Uhr | meiste Tore: Visser 6 | (12:16) | meiste Tore: Yttereng 9 | MHPArena, Ludwigsburg Zuschauer: 1.914 Schiedsrichter: Tzaferopoulos, Bethmann |
| 11. November 2018 17:00 Uhr | Spielbericht          |         |                         | MHPArena, Ludwigsburg Zuschauer: 1.914 Schiedsrichter: Tzaferopoulos, Bethmann |

| 17. November 2018 15:30 Uhr | Vipers Kristiansand    | 35:27   | FTC-Rail Cargo Hungaria | Aquarama Kristiansand, Kristiansand Zuschauer: 2.024 Schiedsrichter: Pandžić, Mošorinski |
| 17. November 2018 15:30 Uhr | meiste Tore: Sulland 8 | (18:14) | meiste Tore: Háfra 7    | Aquarama Kristiansand, Kristiansand Zuschauer: 2.024 Schiedsrichter: Pandžić, Mošorinski |
| 17. November 2018 15:30 Uhr | Spielbericht           |         |                         | Aquarama Kristiansand, Kristiansand Zuschauer: 2.024 Schiedsrichter: Pandžić, Mošorinski |

| 18. November 2018 17:15 Uhr | CSM Bukarest         | 32:24   | SG BBM Bietigheim      | Sala Polivalentă Ioan Kunst-Ghermănescu, Bukarest Zuschauer: 2.300 Schiedsrichter: Barysas, Petrušis |
| 18. November 2018 17:15 Uhr | meiste Tore: Lekić 6 | (14:13) | meiste Tore: Loerper 5 | Sala Polivalentă Ioan Kunst-Ghermănescu, Bukarest Zuschauer: 2.300 Schiedsrichter: Barysas, Petrušis |
| 18. November 2018 17:15 Uhr | Spielbericht         |         |                        | Sala Polivalentă Ioan Kunst-Ghermănescu, Bukarest Zuschauer: 2.300 Schiedsrichter: Barysas, Petrušis |

## Hauptrunde
Es nehmen die 12 Mannschaften der Gruppenphase teil, die in zwei Gruppen die Plätze für das Viertelfinale ausspielen. Die Ergebnisse der Teams, die schon in der Gruppenphase gegeneinander spielten, werden übernommen.

### Entscheidungen
|  | Qualifikationsplatz für das Viertelfinale |
|  | Platz des ausscheidenden Vereins          |

### Gruppe 1
| Pl. | Verein                  | Sp. | S | U | N | Tore      | Diff. | Punkte |
| --- | ----------------------- | --- | - | - | - | --------- | ----- | ------ |
| 1.  | Metz Handball           | 10  | 7 | 1 | 2 | 0299:2420 | +57   | 015:50 |
| 2.  | GK Rostow am Don        | 10  | 7 | 1 | 2 | 0261:2410 | +20   | 015:50 |
| 3.  | ŽRK Budućnost Podgorica | 10  | 5 | 1 | 4 | 0245:2480 | −3    | 011:90 |
| 4.  | Odense Håndbold         | 10  | 3 | 2 | 5 | 0246:2670 | −21   | 08:120 |
| 5.  | København Håndbold      | 10  | 3 | 2 | 5 | 0271:2800 | −9    | 08:120 |
| 6.  | Brest Bretagne Handball | 10  | 0 | 3 | 7 | 0253:2970 | −44   | 03:170 |

| 26. Januar 2019 14:30 Uhr | Odense Håndbold          | 28:24   | Brest Bretagne Handball | Odense Idrætshal, Odense Zuschauer: 1.737 Schiedsrichter: Brkic, Jusufhodzic |
| 26. Januar 2019 14:30 Uhr | meiste Tore: Jørgensen 6 | (14:10) | meiste Tore: Gros 7     | Odense Idrætshal, Odense Zuschauer: 1.737 Schiedsrichter: Brkic, Jusufhodzic |
| 26. Januar 2019 14:30 Uhr | Spielbericht             |         |                         | Odense Idrætshal, Odense Zuschauer: 1.737 Schiedsrichter: Brkic, Jusufhodzic |

| 26. Januar 2019 17:30 Uhr | Metz Handball        | 29:25   | GK Rostow am Don       | Palais omnisports Les Arènes, Metz Zuschauer: 4.352 Schiedsrichter: Praštalo, Balvan |
| 26. Januar 2019 17:30 Uhr | meiste Tore: Zaadi 7 | (17:14) | meiste Tore: Abbingh 7 | Palais omnisports Les Arènes, Metz Zuschauer: 4.352 Schiedsrichter: Praštalo, Balvan |
| 26. Januar 2019 17:30 Uhr | Spielbericht         |         |                        | Palais omnisports Les Arènes, Metz Zuschauer: 4.352 Schiedsrichter: Praštalo, Balvan |

| 27. Januar 2019 19:30 Uhr | ŽRK Budućnost Podgorica | 29:27   | København Håndbold       | Sportski centar Morača, Podgorica Zuschauer: 3.001 Schiedsrichter: Opava, Válek |
| 27. Januar 2019 19:30 Uhr | meiste Tore: Raičević 8 | (15:12) | meiste Tore: Kragballe 8 | Sportski centar Morača, Podgorica Zuschauer: 3.001 Schiedsrichter: Opava, Válek |
| 27. Januar 2019 19:30 Uhr | Spielbericht            |         |                          | Sportski centar Morača, Podgorica Zuschauer: 3.001 Schiedsrichter: Opava, Válek |

| 2. Februar 2019 16:00 Uhr | GK Rostow am Don   | 24:22   | ŽRK Budućnost Podgorica | SSK Rostow am Don, Rostow am Don Zuschauer: 3.300 Schiedsrichter: Pech, Vágvölgyi |
| 2. Februar 2019 16:00 Uhr | meiste Tore: Sen 8 | (13:11) | meiste Tore: Raičević 7 | SSK Rostow am Don, Rostow am Don Zuschauer: 3.300 Schiedsrichter: Pech, Vágvölgyi |
| 2. Februar 2019 16:00 Uhr | Spielbericht       |         |                         | SSK Rostow am Don, Rostow am Don Zuschauer: 3.300 Schiedsrichter: Pech, Vágvölgyi |

| 2. Februar 2019 17:45 Uhr | Brest Bretagne Handball | 21:32  | Metz Handball        | Brest Arena, Brest Zuschauer: 3.555 Schiedsrichter: Žalienė, Kijauskaitė |
| 2. Februar 2019 17:45 Uhr | meiste Tore: Pineau 7   | (9:16) | meiste Tore: Zaadi 7 | Brest Arena, Brest Zuschauer: 3.555 Schiedsrichter: Žalienė, Kijauskaitė |
| 2. Februar 2019 17:45 Uhr | Spielbericht            |        |                      | Brest Arena, Brest Zuschauer: 3.555 Schiedsrichter: Žalienė, Kijauskaitė |

| 4. Februar 2019 19:00 Uhr | København Håndbold    | 24:24  | Odense Håndbold      | Trefor Arena, Brøndby Zuschauer: 1.410 Schiedsrichter: Brunovský, Čanda |
| 4. Februar 2019 19:00 Uhr | meiste Tore: Dulfer 4 | (12:9) | meiste Tore: Cohrt 7 | Trefor Arena, Brøndby Zuschauer: 1.410 Schiedsrichter: Brunovský, Čanda |
| 4. Februar 2019 19:00 Uhr | Spielbericht          |        |                      | Trefor Arena, Brøndby Zuschauer: 1.410 Schiedsrichter: Brunovský, Čanda |

| 10. Februar 2019 15:00 Uhr | Metz Handball        | 36:24   | København Håndbold       | Palais omnisports Les Arènes, Metz Zuschauer: 4.500 Schiedsrichter: Vranes, Wenninger |
| 10. Februar 2019 15:00 Uhr | meiste Tore: Zaadi 7 | (19:13) | meiste Tore: Kragballe 5 | Palais omnisports Les Arènes, Metz Zuschauer: 4.500 Schiedsrichter: Vranes, Wenninger |
| 10. Februar 2019 15:00 Uhr | Spielbericht         |         |                          | Palais omnisports Les Arènes, Metz Zuschauer: 4.500 Schiedsrichter: Vranes, Wenninger |

| 10. Februar 2019 15:10 Uhr | Odense Håndbold         | 26:30   | GK Rostow am Don                 | Odense Idrætshal, Odense Zuschauer: 2.236 Schiedsrichter: I. Covalciuc, A. Covalciuc |
| 10. Februar 2019 15:10 Uhr | meiste Tore: Tranborg 8 | (13:17) | meiste Tore: Julija Managarowa 6 | Odense Idrætshal, Odense Zuschauer: 2.236 Schiedsrichter: I. Covalciuc, A. Covalciuc |
| 10. Februar 2019 15:10 Uhr | Spielbericht            |         |                                  | Odense Idrætshal, Odense Zuschauer: 2.236 Schiedsrichter: I. Covalciuc, A. Covalciuc |

| 10. Februar 2019 19:00 Uhr | ŽRK Budućnost Podgorica  | 28:27   | Brest Bretagne Handball | Sportski centar Morača, Podgorica Zuschauer: 3.100 Schiedsrichter: Năstase, Stancu |
| 10. Februar 2019 19:00 Uhr | meiste Tore: Jauković 12 | (15:12) | meiste Tore: Tissier 6  | Sportski centar Morača, Podgorica Zuschauer: 3.100 Schiedsrichter: Năstase, Stancu |
| 10. Februar 2019 19:00 Uhr | Spielbericht             |         |                         | Sportski centar Morača, Podgorica Zuschauer: 3.100 Schiedsrichter: Năstase, Stancu |

| 23. Februar 2019 13:30 Uhr | København Håndbold                    | 31:20  | ŽRK Budućnost Podgorica            | Trefor Arena, Brøndby Zuschauer: 1.208 Schiedsrichter: Merz, Schilha |
| 23. Februar 2019 13:30 Uhr | meiste Tore: Dornonville de la Cour 7 | (16:9) | meiste Tore: Bulatović, Grbić je 4 | Trefor Arena, Brøndby Zuschauer: 1.208 Schiedsrichter: Merz, Schilha |
| 23. Februar 2019 13:30 Uhr | Spielbericht                          |        |                                    | Trefor Arena, Brøndby Zuschauer: 1.208 Schiedsrichter: Merz, Schilha |

| 23. Februar 2019 16:00 Uhr | GK Rostow am Don                          | 18:26   | Metz Handball        | SSK Rostow am Don, Rostow am Don Zuschauer: 3.500 Schiedsrichter: Ilieva, Karbeska |
| 23. Februar 2019 16:00 Uhr | meiste Tore: Borschtschenko, Abbingh je 5 | (12:13) | meiste Tore: Smits 6 | SSK Rostow am Don, Rostow am Don Zuschauer: 3.500 Schiedsrichter: Ilieva, Karbeska |
| 23. Februar 2019 16:00 Uhr | Spielbericht                              |         |                      | SSK Rostow am Don, Rostow am Don Zuschauer: 3.500 Schiedsrichter: Ilieva, Karbeska |

| 24. Februar 2019 15:00 Uhr | Brest Bretagne Handball | 24:29   | Odense Håndbold                      | Brest Arena, Brest Zuschauer: 3.425 Schiedsrichter: M. Bennani, S. Bennani |
| 24. Februar 2019 15:00 Uhr | meiste Tore: Gros 8     | (13:13) | meiste Tore: Heindahl, Tranborg je 6 | Brest Arena, Brest Zuschauer: 3.425 Schiedsrichter: M. Bennani, S. Bennani |
| 24. Februar 2019 15:00 Uhr | Spielbericht            |         |                                      | Brest Arena, Brest Zuschauer: 3.425 Schiedsrichter: M. Bennani, S. Bennani |

| 2. März 2019 14:30 Uhr | Odense Håndbold                  | 25:23   | København Håndbold    | Odense Idrætshal, Odense Zuschauer: 2.127 Schiedsrichter: Žalienė, Kijauskaitė |
| 2. März 2019 14:30 Uhr | meiste Tore: Østergaard Jensen 5 | (13:11) | meiste Tore: Dulfer 6 | Odense Idrætshal, Odense Zuschauer: 2.127 Schiedsrichter: Žalienė, Kijauskaitė |
| 2. März 2019 14:30 Uhr | Spielbericht                     |         |                       | Odense Idrætshal, Odense Zuschauer: 2.127 Schiedsrichter: Žalienė, Kijauskaitė |

| 3. März 2019 15:00 Uhr | Metz Handball           | 39:26   | Brest Bretagne Handball          | Palais omnisports Les Arènes, Metz Zuschauer: 4.500 Schiedsrichter: Christidi, Papamattheou |
| 3. März 2019 15:00 Uhr | meiste Tore: Houette 10 | (17:13) | meiste Tore: Toublanc, Gros je 4 | Palais omnisports Les Arènes, Metz Zuschauer: 4.500 Schiedsrichter: Christidi, Papamattheou |
| 3. März 2019 15:00 Uhr | Spielbericht            |         |                                  | Palais omnisports Les Arènes, Metz Zuschauer: 4.500 Schiedsrichter: Christidi, Papamattheou |

| 3. März 2019 19:00 Uhr | ŽRK Budućnost Podgorica  | 20:23  | GK Rostow am Don                 | Sportski centar Morača, Podgorica Zuschauer: 2.612 Schiedsrichter: Brkic, Jusufhodzic |
| 3. März 2019 19:00 Uhr | meiste Tore: Bulatović 7 | (9:11) | meiste Tore: 4 Spielerinnen je 3 | Sportski centar Morača, Podgorica Zuschauer: 2.612 Schiedsrichter: Brkic, Jusufhodzic |
| 3. März 2019 19:00 Uhr | Spielbericht             |        |                                  | Sportski centar Morača, Podgorica Zuschauer: 2.612 Schiedsrichter: Brkic, Jusufhodzic |

| 9. März 2019 16:00 Uhr | GK Rostow am Don   | 25:19   | Odense Håndbold         | SSK Rostow am Don, Rostow am Don Zuschauer: 3.500 Schiedsrichter: Florescu, Stoia |
| 9. März 2019 16:00 Uhr | meiste Tore: Sen 6 | (14:10) | meiste Tore: Bakkerud 9 | SSK Rostow am Don, Rostow am Don Zuschauer: 3.500 Schiedsrichter: Florescu, Stoia |
| 9. März 2019 16:00 Uhr | Spielbericht       |         |                         | SSK Rostow am Don, Rostow am Don Zuschauer: 3.500 Schiedsrichter: Florescu, Stoia |

| 10. März 2019 15:00 Uhr | København Håndbold       | 36:33   | Metz Handball        | Trefor Arena, Brøndby Zuschauer: 1.275 Schiedsrichter: Horváth, Marton |
| 10. März 2019 15:00 Uhr | meiste Tore: Kragballe 6 | (15:17) | meiste Tore: Smits 8 | Trefor Arena, Brøndby Zuschauer: 1.275 Schiedsrichter: Horváth, Marton |
| 10. März 2019 15:00 Uhr | Spielbericht             |         |                      | Trefor Arena, Brøndby Zuschauer: 1.275 Schiedsrichter: Horváth, Marton |

| 10. März 2019 17:00 Uhr | Brest Bretagne Handball | 22:22   | ŽRK Budućnost Podgorica  | Brest Arena, Brest Zuschauer: 2.995 Schiedsrichter: Brehmer, Skowronek |
| 10. März 2019 17:00 Uhr | meiste Tore: Gros 7     | (13:13) | meiste Tore: Bulatović 5 | Brest Arena, Brest Zuschauer: 2.995 Schiedsrichter: Brehmer, Skowronek |
| 10. März 2019 17:00 Uhr | Spielbericht            |         |                          | Brest Arena, Brest Zuschauer: 2.995 Schiedsrichter: Brehmer, Skowronek |

### Gruppe 2
| Pl. | Verein                  | Sp. | S | U | N | Tore      | Diff. | Punkte |
| --- | ----------------------- | --- | - | - | - | --------- | ----- | ------ |
| 1.  | Győri ETO KC            | 10  | 8 | 2 | 0 | 0333:2670 | +66   | 018:20 |
| 2.  | Vipers Kristiansand     | 10  | 6 | 0 | 4 | 0288:2650 | +23   | 012:80 |
| 3.  | FTC-Rail Cargo Hungaria | 10  | 5 | 2 | 3 | 0298:3060 | −8    | 012:80 |
| 4.  | CSM Bukarest            | 10  | 5 | 1 | 4 | 0292:2820 | +10   | 011:90 |
| 5.  | Rokometni Klub Krim     | 10  | 2 | 1 | 7 | 0243:2810 | −38   | 05:150 |
| 6.  | Thüringer HC            | 10  | 0 | 2 | 8 | 0255:3080 | −53   | 02:180 |

| 26. Januar 2019 15:00 Uhr | Rokometni Klub Krim                 | 24:25  | Vipers Kristiansand                       | Športna dvorana Kodeljevo, Ljubljana Zuschauer: 1.500 Schiedsrichter: Panayides, Andreou |
| 26. Januar 2019 15:00 Uhr | meiste Tore: Mavsar, Perederij je 5 | (8:10) | meiste Tore: Arntzen, Reistad, Waade je 5 | Športna dvorana Kodeljevo, Ljubljana Zuschauer: 1.500 Schiedsrichter: Panayides, Andreou |
| 26. Januar 2019 15:00 Uhr | Spielbericht                        |        |                                           | Športna dvorana Kodeljevo, Ljubljana Zuschauer: 1.500 Schiedsrichter: Panayides, Andreou |

| 26. Januar 2019 19:30 Uhr | Győri ETO KC          | 36:27   | CSM Bukarest         | Audi Arena, Győr Zuschauer: 5.389 Schiedsrichter: Nikolić, Stojković |
| 26. Januar 2019 19:30 Uhr | meiste Tore: Pintea 9 | (22:15) | meiste Tore: Lekić 8 | Audi Arena, Győr Zuschauer: 5.389 Schiedsrichter: Nikolić, Stojković |
| 26. Januar 2019 19:30 Uhr | Spielbericht          |         |                      | Audi Arena, Győr Zuschauer: 5.389 Schiedsrichter: Nikolić, Stojković |

| 27. Januar 2019 14:00 Uhr | Thüringer HC         | 32:35   | FTC-Rail Cargo Hungaria | Wiedigsburghalle, Nordhausen Zuschauer: 1.500 Schiedsrichter: Brehmer, Skowronek |
| 27. Januar 2019 14:00 Uhr | meiste Tore: Huber 7 | (19:19) | meiste Tore: Pena 14    | Wiedigsburghalle, Nordhausen Zuschauer: 1.500 Schiedsrichter: Brehmer, Skowronek |
| 27. Januar 2019 14:00 Uhr | Spielbericht         |         |                         | Wiedigsburghalle, Nordhausen Zuschauer: 1.500 Schiedsrichter: Brehmer, Skowronek |

| 2. Februar 2019 17:00 Uhr | CSM Bukarest              | 32:26   | Rokometni Klub Krim     | Sala Polivalentă Ioan Kunst-Ghermănescu, Bukarest Zuschauer: 4.862 Schiedsrichter: Canbro, Kliko |
| 2. Februar 2019 17:00 Uhr | meiste Tore: Radičević 10 | (16:11) | meiste Tore: Tsakalou 7 | Sala Polivalentă Ioan Kunst-Ghermănescu, Bukarest Zuschauer: 4.862 Schiedsrichter: Canbro, Kliko |
| 2. Februar 2019 17:00 Uhr | Spielbericht              |         |                         | Sala Polivalentă Ioan Kunst-Ghermănescu, Bukarest Zuschauer: 4.862 Schiedsrichter: Canbro, Kliko |

| 2. Februar 2019 17:30 Uhr | FTC-Rail Cargo Hungaria | 32:32   | Győri ETO KC         | Érd Aréna, Érd Zuschauer: 2.000 Schiedsrichter: Alpaidse, Berjoskina |
| 2. Februar 2019 17:30 Uhr | meiste Tore: Klujber 7  | (16:15) | meiste Tore: Groot 8 | Érd Aréna, Érd Zuschauer: 2.000 Schiedsrichter: Alpaidse, Berjoskina |
| 2. Februar 2019 17:30 Uhr | Spielbericht            |         |                      | Érd Aréna, Érd Zuschauer: 2.000 Schiedsrichter: Alpaidse, Berjoskina |

| 2. Februar 2019 18:15 Uhr | Vipers Kristiansand         | 31:24   | Thüringer HC                          | Aquarama Kristiansand, Kristiansand Zuschauer: 1.534 Schiedsrichter: M. Sá, V. Sá |
| 2. Februar 2019 18:15 Uhr | meiste Tore: Kristiansen 10 | (16:12) | meiste Tore: Luzumová, Schmelzer je 6 | Aquarama Kristiansand, Kristiansand Zuschauer: 1.534 Schiedsrichter: M. Sá, V. Sá |
| 2. Februar 2019 18:15 Uhr | Spielbericht                |         |                                       | Aquarama Kristiansand, Kristiansand Zuschauer: 1.534 Schiedsrichter: M. Sá, V. Sá |

| 9. Februar 2019 15:00 Uhr | Rokometni Klub Krim      | 23:25   | FTC-Rail Cargo Hungaria | Športna dvorana Kodeljevo, Ljubljana Zuschauer: 1.457 Schiedsrichter: Álvarez Mata, Bustamante López |
| 9. Februar 2019 15:00 Uhr | meiste Tore: Gnabouyou 6 | (10:10) | meiste Tore: Klujber 9  | Športna dvorana Kodeljevo, Ljubljana Zuschauer: 1.457 Schiedsrichter: Álvarez Mata, Bustamante López |
| 9. Februar 2019 15:00 Uhr | Spielbericht             |         |                         | Športna dvorana Kodeljevo, Ljubljana Zuschauer: 1.457 Schiedsrichter: Álvarez Mata, Bustamante López |

| 9. Februar 2019 19:30 Uhr | Győri ETO KC          | 33:29   | Vipers Kristiansand    | Audi Arena, Győr Zuschauer: 5.397 Schiedsrichter: Christiansen, Hansen |
| 9. Februar 2019 19:30 Uhr | meiste Tore: Hansen 8 | (19:14) | meiste Tore: Sulland 8 | Audi Arena, Győr Zuschauer: 5.397 Schiedsrichter: Christiansen, Hansen |
| 9. Februar 2019 19:30 Uhr | Spielbericht          |         |                        | Audi Arena, Győr Zuschauer: 5.397 Schiedsrichter: Christiansen, Hansen |

| 10. Februar 2019 14:00 Uhr | Thüringer HC             | 30:38   | CSM Bukarest              | Wiedigsburghalle, Nordhausen Zuschauer: 1.600 Schiedsrichter: Brunner, Salah |
| 10. Februar 2019 14:00 Uhr | meiste Tore: Luzumová 12 | (12:17) | meiste Tore: Radičević 13 | Wiedigsburghalle, Nordhausen Zuschauer: 1.600 Schiedsrichter: Brunner, Salah |
| 10. Februar 2019 14:00 Uhr | Spielbericht             |         |                           | Wiedigsburghalle, Nordhausen Zuschauer: 1.600 Schiedsrichter: Brunner, Salah |

| 23. Februar 2019 15:00 Uhr | CSM Bukarest             | 25:27   | Győri ETO KC         | Sala Polivalentă Ioan Kunst-Ghermănescu, Bukarest Zuschauer: 5.032 Schiedsrichter: C. Bonaventura, J. Bonaventura |
| 23. Februar 2019 15:00 Uhr | meiste Tore: Radičević 6 | (10:14) | meiste Tore: Groot 8 | Sala Polivalentă Ioan Kunst-Ghermănescu, Bukarest Zuschauer: 5.032 Schiedsrichter: C. Bonaventura, J. Bonaventura |
| 23. Februar 2019 15:00 Uhr | Spielbericht             |         |                      | Sala Polivalentă Ioan Kunst-Ghermănescu, Bukarest Zuschauer: 5.032 Schiedsrichter: C. Bonaventura, J. Bonaventura |

| 23. Februar 2019 18:15 Uhr | Vipers Kristiansand    | 29:21   | Rokometni Klub Krim   | Aquarama Kristiansand, Kristiansand Zuschauer: 1.610 Schiedsrichter: Brehmer, Skowronek |
| 23. Februar 2019 18:15 Uhr | meiste Tore: Reistad 7 | (14:14) | meiste Tore: Stanko 8 | Aquarama Kristiansand, Kristiansand Zuschauer: 1.610 Schiedsrichter: Brehmer, Skowronek |
| 23. Februar 2019 18:15 Uhr | Spielbericht           |         |                       | Aquarama Kristiansand, Kristiansand Zuschauer: 1.610 Schiedsrichter: Brehmer, Skowronek |

| 23. Februar 2019 19:30 Uhr | FTC-Rail Cargo Hungaria | 30:29   | Thüringer HC                       | Érd Aréna, Érd Zuschauer: 2.200 Schiedsrichter: Tzaferopoulos, Bethmann |
| 23. Februar 2019 19:30 Uhr | meiste Tore: Klujber 9  | (17:12) | meiste Tore: Stolle, Luzumová je 6 | Érd Aréna, Érd Zuschauer: 2.200 Schiedsrichter: Tzaferopoulos, Bethmann |
| 23. Februar 2019 19:30 Uhr | Spielbericht            |         |                                    | Érd Aréna, Érd Zuschauer: 2.200 Schiedsrichter: Tzaferopoulos, Bethmann |

| 2. März 2019 15:00 Uhr | Rokometni Klub Krim   | 23:22   | CSM Bukarest         | Športna dvorana Kodeljevo, Ljubljana Zuschauer: 823 Schiedsrichter: Alpaidse, Berjoskina |
| 2. März 2019 15:00 Uhr | meiste Tore: Stanko 8 | (12:11) | meiste Tore: Curea 9 | Športna dvorana Kodeljevo, Ljubljana Zuschauer: 823 Schiedsrichter: Alpaidse, Berjoskina |
| 2. März 2019 15:00 Uhr | Spielbericht          |         |                      | Športna dvorana Kodeljevo, Ljubljana Zuschauer: 823 Schiedsrichter: Alpaidse, Berjoskina |

| 2. März 2019 19:30 Uhr | Győri ETO KC          | 32:32   | FTC-Rail Cargo Hungaria | Audi Arena, Győr Zuschauer: 5.475 Schiedsrichter: Mitrevski, Todorovski |
| 2. März 2019 19:30 Uhr | meiste Tore: Pintea 6 | (15:13) | meiste Tore: Pena 12    | Audi Arena, Győr Zuschauer: 5.475 Schiedsrichter: Mitrevski, Todorovski |
| 2. März 2019 19:30 Uhr | Spielbericht          |         |                         | Audi Arena, Győr Zuschauer: 5.475 Schiedsrichter: Mitrevski, Todorovski |

| 3. März 2019 14:00 Uhr | Thüringer HC        | 21:29  | Vipers Kristiansand  | Wiedigsburghalle, Nordhausen Zuschauer: 1.400 Schiedsrichter: Antić, Jakovljević |
| 3. März 2019 14:00 Uhr | meiste Tore: Bölk 6 | (9:17) | meiste Tore: Waade 6 | Wiedigsburghalle, Nordhausen Zuschauer: 1.400 Schiedsrichter: Antić, Jakovljević |
| 3. März 2019 14:00 Uhr | Spielbericht        |        |                      | Wiedigsburghalle, Nordhausen Zuschauer: 1.400 Schiedsrichter: Antić, Jakovljević |

| 8. März 2019 18:00 Uhr | CSM Bukarest             | 23:23  | Thüringer HC          | Sala Polivalentă Ioan Kunst-Ghermănescu, Bukarest Zuschauer: 3.468 Schiedsrichter: Christiansen, Hansen |
| 8. März 2019 18:00 Uhr | meiste Tore: Radičević 8 | (14:8) | meiste Tore: Stolle 6 | Sala Polivalentă Ioan Kunst-Ghermănescu, Bukarest Zuschauer: 3.468 Schiedsrichter: Christiansen, Hansen |
| 8. März 2019 18:00 Uhr | Spielbericht             |        |                       | Sala Polivalentă Ioan Kunst-Ghermănescu, Bukarest Zuschauer: 3.468 Schiedsrichter: Christiansen, Hansen |

| 9. März 2019 18:15 Uhr | Vipers Kristiansand  | 26:33   | Győri ETO KC           | Aquarama Kristiansand, Kristiansand Zuschauer: 2.200 Schiedsrichter: Vranes, Wenninger |
| 9. März 2019 18:15 Uhr | meiste Tore: Waade 6 | (17:17) | meiste Tore: Oftedal 8 | Aquarama Kristiansand, Kristiansand Zuschauer: 2.200 Schiedsrichter: Vranes, Wenninger |
| 9. März 2019 18:15 Uhr | Spielbericht         |         |                        | Aquarama Kristiansand, Kristiansand Zuschauer: 2.200 Schiedsrichter: Vranes, Wenninger |

| 10. März 2019 14:30 Uhr | FTC-Rail Cargo Hungaria | 31:27   | Rokometni Klub Krim   | Érd Aréna, Érd Zuschauer: 2.200 Schiedsrichter: I. Covalciuc, A. Covalciuc |
| 10. März 2019 14:30 Uhr | meiste Tore: Klujber 9  | (16:11) | meiste Tore: Mavsar 8 | Érd Aréna, Érd Zuschauer: 2.200 Schiedsrichter: I. Covalciuc, A. Covalciuc |
| 10. März 2019 14:30 Uhr | Spielbericht            |         |                       | Érd Aréna, Érd Zuschauer: 2.200 Schiedsrichter: I. Covalciuc, A. Covalciuc |

## Viertelfinale
Im Viertelfinale nahmen die vier bestplatzierten Mannschaften der beiden Hauptrundengruppen teil, die überkreuz aufeinandertrafen. Die Gewinner qualifizierten sich für das Final Four.

### Qualifizierte Teams
| - Győri ETO KC - GK Rostow am Don - CSM Bukarest - Odense Håndbold - Vipers Kristiansand - Metz Handball - FTC-Rail Cargo Hungaria - ŽRK Budućnost Podgorica |

| Mannschaft 1                                 | Mannschaft 2                               | Hinspiel             | Rückspiel            | Gesamt  |
| -------------------------------------------- | ------------------------------------------ | -------------------- | -------------------- | ------- |
| CSM Bukarest Lekić 14                        | Metz Handball Smits 7                      | 05.04.2019 19:00 Uhr | 13.04.2019 20:00 Uhr | 48 : 54 |
| CSM Bukarest Lekić 14                        | Metz Handball Smits 7                      | 26 : 31 (11 : 14)    | 22 : 23 (09 : 11)    | 48 : 54 |
| CSM Bukarest Lekić 14                        | Metz Handball Smits 7                      | 2.300 Zuschauer      | 4.500 Zuschauer      | 48 : 54 |
| Odense Håndbold Bakkerud 14                  | Győri ETO KC Oftedal 11                    | 07.04.2019 16:50 Uhr | 13.04.2019 17:30 Uhr | 49 : 62 |
| Odense Håndbold Bakkerud 14                  | Győri ETO KC Oftedal 11                    | 28 : 29 (13 : 18)    | 21 : 33 (10 : 18)    | 49 : 62 |
| Odense Håndbold Bakkerud 14                  | Győri ETO KC Oftedal 11                    | 2.236 Zuschauer      | 5.500 Zuschauer      | 49 : 62 |
| FTC-Rail Cargo Hungaria Háfra 14             | GK Rostow am Don Abbingh, Manaharowa je 11 | 07.04.2019 14:30 Uhr | 13.04.2019 16:00 Uhr | 48 : 62 |
| FTC-Rail Cargo Hungaria Háfra 14             | GK Rostow am Don Abbingh, Manaharowa je 11 | 26 : 29 (13 : 14)    | 22 : 33 (09 : 15)    | 48 : 62 |
| FTC-Rail Cargo Hungaria Háfra 14             | GK Rostow am Don Abbingh, Manaharowa je 11 | 2.200 Zuschauer      | 3.500 Zuschauer      | 48 : 62 |
| ŽRK Budućnost Podgorica Jauković, Laslo je 6 | Vipers Kristiansand Sulland, Reistad je 10 | 07.04.2019 19:00 Uhr | 13.04.2019 18:15 Uhr | 37 : 49 |
| ŽRK Budućnost Podgorica Jauković, Laslo je 6 | Vipers Kristiansand Sulland, Reistad je 10 | 19 : 24 (08 : 10)    | 18 : 25 (08 : 11)    | 37 : 49 |
| ŽRK Budućnost Podgorica Jauković, Laslo je 6 | Vipers Kristiansand Sulland, Reistad je 10 | 2.856 Zuschauer      | 2.150 Zuschauer      | 37 : 49 |

## Final Four

### Qualifizierte Teams
Für das Final Four qualifiziert waren:
| Vipers Kristiansand Győri ETO KC Metz Handball GK Rostow am Don |

### Halbfinale
Die Halbfinalspiele fanden am 11. Mai 2019 statt. Der Gewinner jeder Partie zog in das Finale der EHF Champions League 2019 ein.
| Mannschaft 1        | Endergebnis       | Mannschaft 2     | Datum und Zeit          |
| ------------------- | ----------------- | ---------------- | ----------------------- |
| Vipers Kristiansand | 22 : 31 (08 : 18) | Győri ETO KC     | 11.05.19, Sa. 15:15 Uhr |
| Metz Handball       | 25 : 27 (08 : 15) | GK Rostow am Don | 11.05.19, Sa. 18:00 Uhr |

#### 1. Halbfinale
11. Mai 2019 in Budapest, Papp László Budapest Sportaréna, 12.000 Zuschauer
Vipers Kristiansand: Fagerheim, Lunde Haraldsen – Arntzen  (5), Reistad  (3), Sulland (3), Waade (3), Aune (2), Tomac  (2), Yttereng  (2), Kristensen   (1), Refsnes (1), Jonassen, Kristiansen  , Morais, Olsen, Andersen
Győri ETO KC: Kiss, Grimsbø, Leynaud – Brattset  (8), Görbicz (6), Amorim (4), Bognár-Bódi (4), Fodor (1), Hansen (1), Knedlíková (1), Kristiansen (1), Mørk (1), Oftedal (1), Pintea    (1), Tomori (1)
Schiedsrichter:  Wiktorija Alpaidse, Tatjana Bereskina

#### 2. Halbfinale
11. Mai 2019 in Budapest, Papp László Budapest Sportaréna, 12.000 Zuschauer
Metz Handball: Kapitanović, Glauser, Dos Reis – Zaadi   (9), Houette (5), Flippes (4), Niombla (4), N’Gouan (1), Nocandy (1), Smits (1), Edwige, Gautschi, Kanor, Lewscha, Maubon , Zych 
GK Rostow am Don: Mechdijewa, Pessoa, Sedoikina – Wjachirewa (7), Abbingh   (5), Bobrownikowa  (4), Manaharowa (4), Borschtschenko (2), Sen (2), Koschokar (1), Kusnezowa (1), Taschenowa (1), Kalinitschenko, Makejewa     , Maslowa, Sliwinskaja
Schiedsrichter:  Kürşad Erdoğan, İbrahim Özdeniz

### Kleines Finale
Das Spiel um Platz 3 fand am 12. Mai 2019 statt. Der Gewinner der Partie ist Drittplatzierter der EHF Champions League 2019.
| Mannschaft 1  | Endergebnis     | Mannschaft 2        | Datum und Zeit          |
| ------------- | --------------- | ------------------- | ----------------------- |
| Metz Handball | 30 : 31 (- : -) | Vipers Kristiansand | 12.05.19, So. 15:15 Uhr |

12. Mai 2019 in Budapest, Papp László Budapest Sportaréna, 12.000 Zuschauer, Spielbericht
Metz Handball: Kapitanović, Glauser – Zaadi (6), N’Gouan (5), Smits (5), Flippes (3), Houette (3), Edwige (2), Lewscha  (2), Maubon (2), Niombla (2), Di Rocco, Gautschi, Kanor, Nocandy, Zych
Vipers Kristiansand: Fagerheim, Lunde Haraldsen – Sulland (10), Kristensen    (5), Reistad (5), Arntzen (4), Aune (4), Waade  (2), Tomac  (1), Jonassen, Kristiansen , Morais, Olsen, Andersen, Refsnes, Wibe
Schiedsrichter:  Maike Merz, Tanja Schilha

### Finale
Das Finale fand am 12. Mai 2019 statt. Der Gewinner der Partie ist Sieger der EHF Champions League 2019.
| Mannschaft 1     | Endergebnis       | Mannschaft 2 | Datum und Zeit          |
| ---------------- | ----------------- | ------------ | ----------------------- |
| GK Rostow am Don | 24 : 25 (11 : 15) | Győri ETO KC | 12.05.19, So. 18:00 Uhr |

12. Mai 2019 in Budapest, Papp László Budapest Sportaréna, 12.000 Zuschauer, Spielbericht
GK Rostow am Don: Mechdijewa, Pessoa , Sedoikina – Abbingh (7), Manaharowa  (5), Makejewa   (5), Wjachirewa (3), Kusnezowa (2), Sen   (1), Bobrownikowa  (1), Borschtschenko , Koschokar , Taschenowa, Kalinitschenko, Maslowa, Sliwinskaja
Győri ETO KC: Kiss, Grimsbø, Leynaud – Amorim      (7), Görbicz  (6), Bognár-Bódi (3), Brattset (3), Oftedal (3), Groot   (1), Hansen  (1), Kristiansen (1), Fodor, Mørk, Pintea, Puhalák, Tomori 
Schiedsrichter:  Joanną Brehmer, Agnieszką Skowronek

## Statistiken

### Torschützenliste
Die Torschützenliste zeigt die drei besten Torschützinnen in der EHF Champions League der Frauen 2018/19.
Zu sehen sind die Nation der Spielerin, der Name, die Position, der Verein, die gespielten Spiele, die Tore und die Ø-Tore.
| Pl. | Nation     | Spieler            | Pos. | Verein               | Sp. | Tore | Ø    |
| --- | ---------- | ------------------ | ---- | -------------------- | --- | ---- | ---- |
| 1.  | Norwegen   | Linn Jørum Sulland | (RR) | Vipers Kristiansand  | 16  | 89   | 5,56 |
| 2.  | Ungarn     | Noémi Háfra        | (RL) | Ferencváros Budapest | 14  | 80   | 5,71 |
| 2.  | Montenegro | Jovanka Radičević  | (RA) | CSM Bukarest         | 14  | 80   | 5,71 |